# Эшно-ла-Мелин
Эшно́-ла-Мели́н (фр. Échenoz-la-Méline) — коммуна во Франции, находится в регионе Франш-Конте. Департамент — Верхняя Сона. Входит в состав кантона Везуль-Уэст. Округ коммуны — Везуль.
Код INSEE коммуны — 70207.

## География
Коммуна расположена приблизительно в 320 км к юго-востоку от Парижа, в 45 км севернее Безансона, в 3 км к юго-западу от Везуля.
По территории коммуны протекает река Мелин.

## Население
Население коммуны на 2010 год составляло 3065 человек.
| 1962 | 1968 | 1975 | 1982 | 1990 | 1999 | 2010 |
| ---- | ---- | ---- | ---- | ---- | ---- | ---- |
| 2029 | 2268 | 2660 | 2518 | 2445 | 2743 | 3065 |

## Экономика
В 2010 году среди 2080 человек трудоспособного возраста (15—64 лет) 1576 были экономически активными, 504 — неактивными (показатель активности — 75,8 %, в 1999 году было 73,1 %). Из 1576 активных жителей работали 1462 человека (756 мужчин и 706 женщин), безработных было 114 (56 мужчин и 58 женщин). Среди 504 неактивных 192 человека были учениками или студентами, 190 — пенсионерами, 122 были неактивными по другим причинам.

## Города-побратимы
- Гефелль (Германия)

## Фотогалерея

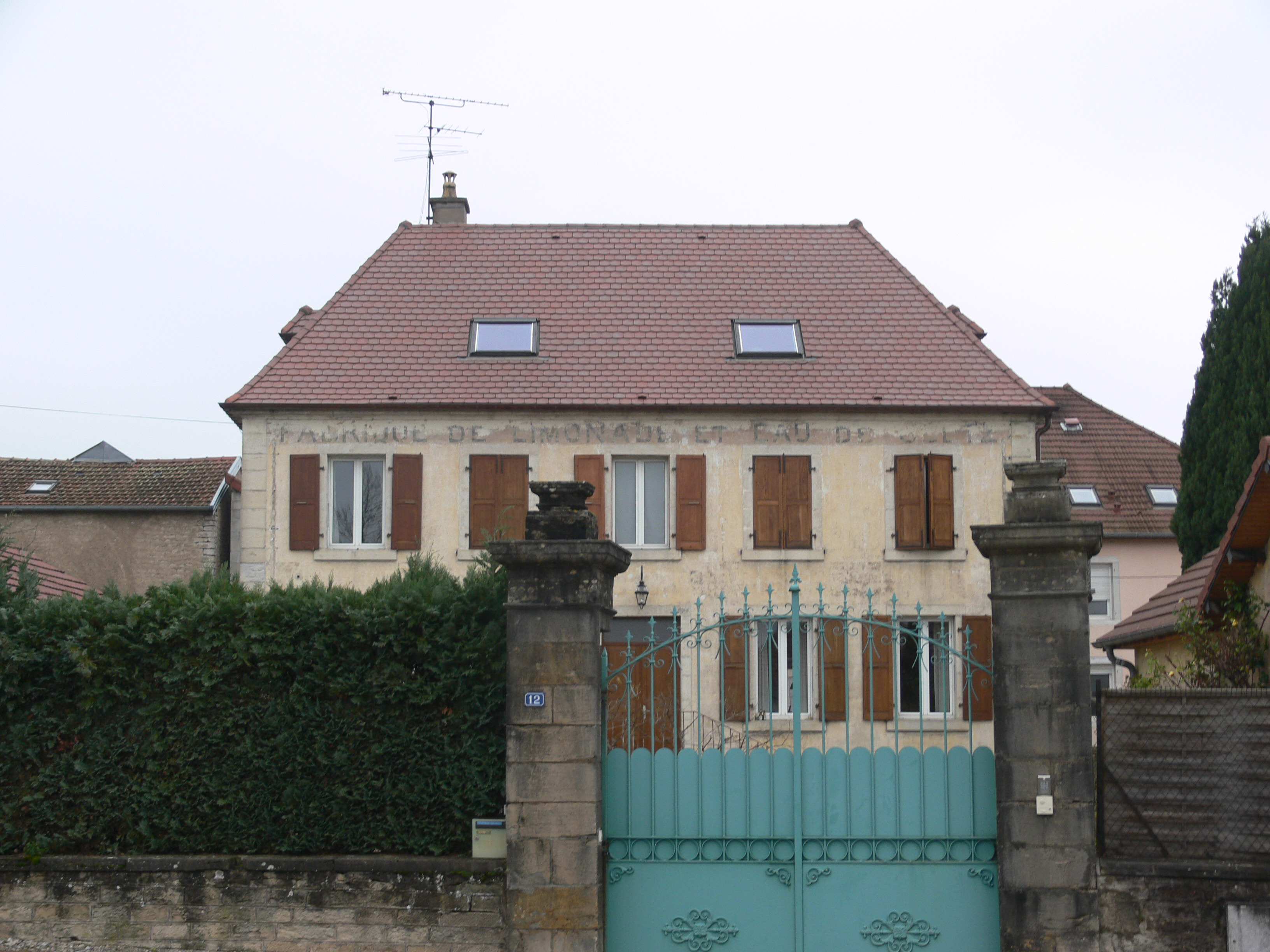
Старая лимонадная фабрика
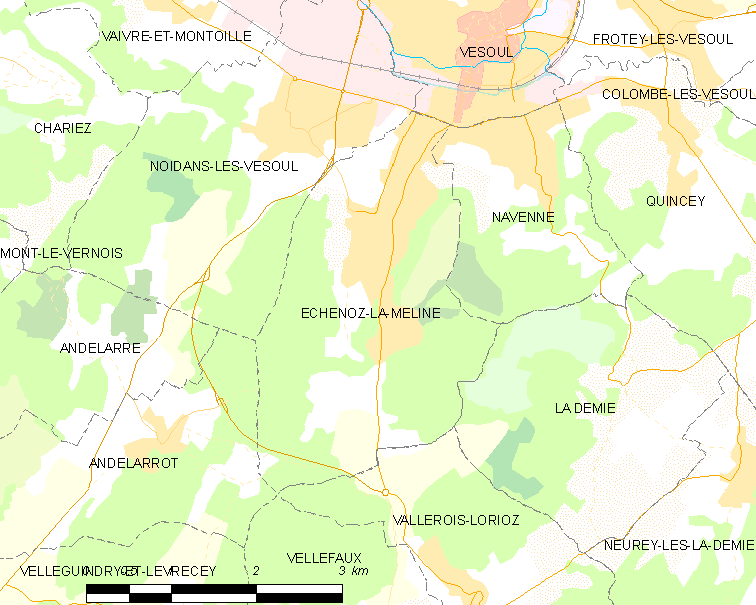
Карта коммуны